# 佩朗科石油直升機事故
佩朗科石油直升機事故是指在2013年4月7日時，一架隸屬於佩朗科石油公司的Mi-8直升機在飛行途中於祕魯洛雷託大區墜毀，最後機身潛入納波河並且造成4名機組人員和9名乘客喪生。